# Casinaria dubia
Casinaria dubia là một loài tò vò trong họ Ichneumonidae.